# El joven tigre
El joven tigre (en chino: 女警察) es una película de acción de Hong Kong de 1973 dirigida por Hdeng Tsu y protagonizada por Yuen Qiu, Charlie Chin y Jackie Chan. Es una de las dos únicas películas en las que Jackie Chan interpreta a un villano junto a Meteoro inmortal de 1977. También se trata de una de las primeras apariciones en el cine de Chan, habiendo realizado su primer papel protagónico en 1971 en la película Little Tiger of Canton y participando como extra en dos películas de Bruce Lee.

## Sinopsis
Gracias a la colaboración de una fuerte y ruda agente de la policía, un taxista inocente de Hong Kong trata de escapar de un grupo de villanos que dejaron pruebas incriminatorias en su auto.

## Reparto
- Yuen Qiu como inspectora Ho Wai-ma.
- Charlie Chin como Chin Chen.
- Jackie Chan como Mole Face.
- Chin Hu como Ho Mei-fong.
- Fung Yi como el inspector Fung.